# الشرطة السويسرية
الشرطة السويسرية هو مصطلح عام عادة ما يحدّد قوات الشرطة المختلفة العاملة في إقليم سويسرا. هناك في الواقع بالمعنى الدقيق للكلمة ليست الشرطة السويسرية ولكن الخطوط. اختصاص الشرطة ينتمي بالفعل إلى كانتونات وليس إلى الاتحاد لأنه ليس مفوضة.